# 7296 Lamarck
A 7296 Lamarck (ideiglenes jelöléssel 1992 PW1) a Naprendszer kisbolygóövében található aszteroida. Eric Walter Elst és Christian Pollas fedezte fel 1992. augusztus 8-án.